# Županija Jönköping
Županija Jönköping je po veličini teritorija na dvanaestom mjestu u rangu švedskih županija. Prostire se na 10 475 četvornih kilometara, što je 2,5 postotaka ukupnoga ozemlja Švedske. Županija je administrativno ustrojena kao zajednica trinaest općina.

## Općine u Županiji Jönköping
| 57°50′N 14°48′E / 57.833°N 14.800°E Aneby 57°40′N 14°58′E / 57.667°N 14.967°E Eksjö 57°18′N 13°32′E / 57.300°N 13.533°E Gislaved 57°22′N 13°44′E / 57.367°N 13.733°E Gnosjö 57°55′N 14°04′E / 57.917°N 14.067°E Habo 57°47′N 14°12′E / 57.783°N 14.200°E Jönköping 57°55′N 13°53′E / 57.917°N 13.883°E Mullsjö | 57°39′N 14°41′E / 57.650°N 14.683°E Nässjö 57°24′N 14°40′E / 57.400°N 14.667°E Sävsjö 58°02′N 14°58′E / 58.033°N 14.967°E Tranås 57°30′N 14°07′E / 57.500°N 14.117°E Vaggeryd 57°11′N 14°02′E / 57.183°N 14.033°E Värnamo 57°26′N 15°04′E / 57.433°N 15.067°E Vetlanda |